# 寧王の乱
寧王の乱（ねいおうのらん）は、明の正徳14年（1519年）に宗室である寧王朱宸濠が帝位を狙い挙兵した事件。

## 概要
朱宸濠は洪武帝の第17子朱権の5世の孫にあたる。太監の劉瑾らに賄賂を贈って護衛兵数を回復したのをはじめ、死士を養い、地方の文武官や無辜の民を意のままに処断するなどの行動をとっていた。正徳帝に対し謀反をおこし、自分の子を正徳帝の継嗣にして帝位を簒奪する計画だったのである。正徳12年（1517年）には火器（仏郎機銃）を私造している。
正徳14年に太監の張忠と御史の蕭淮がその罪行を告発すると、正徳帝は護衛兵を解散させ、強奪した田畑を返還させる命令を下した。ここに至り6月14日に朱宸濠は南昌で10万の兵をもって挙兵し、江西巡撫孫燧と江西按察副使許逵を殺害し、朝廷を指弾し、正徳の年号を改め、各地に檄を飛ばした。
7月初め朱宸濠は南京を占領する計画を立て、水軍を率いて安慶に打って出た。しかし江西僉都御史の王陽明（王守仁）は乱の発生を聞き、諸郡に檄を飛ばし、7月20日に南昌を陥落させた。朱宸濠は南昌を救援するために引き返し、7月24日に黄家渡で戦闘になった。7月26日、王守仁は敵の連なった船に火を放ち、3万人余りの将兵を打ち取り、朱宸濠一族を捕らえた。
8月、王守仁が朝廷に報告を行ったところ、正徳帝は「奉天征討威張武大将軍鎮国公」と自称して、8月22日に2万人余りの兵を率いて「親征」を行った。朱宸濠を釈放し、改めて正徳帝が捕らえることで、皇帝の威信を示そうとしたのである。翌年12月、通州で朱宸濠は処刑された。